# Arnošt Babenberský
Arnošt Babenberský zvaný Silný (německy Ernst der Tapfere, 1027 – 10. června 1075) byl markrabě Východní marky z dynastie Babenberků.

## Život
Narodil se jako druhorozený syn markraběte Vojtěcha a Frowizy, dcery benátského dóžete Oty Orseola. Jeho starší bratr Leopold zemřel roku 1043 a Arnošt tak v roce 1055 usedl na otcovou smrtí uprázdněný markraběcí stolec. Navázal na jeho diplomatický um a nadále udržoval dobré vztahy s císařským dvorem. Podílel se na výpravě do Uher, jež měla zachránit nemocného říšského spojence, uherského krále Ondřeje před jeho vlastním bratrem Bélou. Ondřeje sice nezachránil, ale podařilo se mu odvést do Východní marky jeho syna Šalamouna a jeho snoubenku Juditu, sestru nezletilého císaře Jindřicha IV.
Mladý císař se stal zletilým roku 1065 a konečně mohl začít vládnout samostatně bez regentské rady. Následovala vzpoura říšské šlechty, jíž se pokusil omezit privilegia. Arnošt zůstal na straně císaře a 9. června 1075 se zúčastnil bitvy u Homburgu, která byla zapříčiněna vypálením hradu Harzburg.
| „                     | Tam byl také těžce zraněn Arnošt, markrabě bavorský, jenž v Říši požíval nemalé úcty a proslavil se mnohými vítězstvími nad Uhry. Napůl mrtvý byl přenesen do tábora, kde skonal následujícího dne… | “ |
| — Lampert z Hersfeldu | |   |

Jeho ostatky byly převezeny do Melku a pohřbeny v místním klášteře. Nástupcem se stal syn Leopold.